# 尹鍾寿
尹 鍾寿（ユン・ジョンス、朝鮮語: 윤종수/尹鍾壽、1907年12月18日または1908年 - 1972年1月30日）は、大韓民国の政治家。初代慶尚南道議会議員、第5代韓国国会議員。

## 経歴
慶尚南道河東郡出身。河東公立農業補習学校（現・辰橋高等学校）卒。1948年の初代総選挙に国民会の候補として出馬したが落選し、その後は慶尚南道議会議員を経て、1960年の第5代総選挙で無所属の国会議員に当選し、国会内務分科委員を務めた。
1972年1月30日、持病により自宅で死去。享年66。